# Lutak
Lutak és una concentració de població designada pel cens dels Estats Units a l'estat d'Alaska. Segons el cens del 2000 tenia 39 habitants.

## Demografia
Segons el cens del 2000, Lutak tenia 39 habitants, 19 habitatges, i 12 famílies La densitat de població era de 0,1 habitants/km².
Dels 19 habitatges en un 21,1% hi vivien nens de menys de 18 anys, en un 57,9% hi vivien parelles casades, en un 0% dones solteres, i en un 31,6% no eren unitats familiars. En el 26,3% dels habitatges hi vivien persones soles el 5,3% de les quals corresponia a persones de 65 anys o més que vivien soles. El nombre mitjà de persones vivint en cada habitatge era de 2,05 i el nombre mitjà de persones que vivien en cada família era de 2,46.
Per edats la població es repartia de la següent manera: un 15,4% tenia menys de 18 anys, un 2,6% entre 18 i 24, un 30,8% entre 25 i 44, un 41% de 45 a 60 i un 10,3% 65 anys o més.
L'edat mediana era de 45 anys. Per cada 100 dones hi havia 143,8 homes. Per cada 100 dones de 18 o més anys hi havia 175 homes.
La renda mediana per habitatge era de 61.250 $ i la renda mediana per família de 26.250 $. Els homes tenien una renda mediana de 80.488 $ mentre que les dones 50.000 $. La renda per capita de la població era de 20.928 $. Cap de les famílies estaven per davall del llindar de pobresa.

## Poblacions més properes
El següent diagrama mostra les poblacions més properes.